# Deflagration
Deflagration sker vid en explosion när reaktionszonen i ett explosivämne (till exempel krut, en dammatmosfär eller en gasblandning) breder ut sig långsammare än ljudets hastighet.
Deflagration har lägre brisans än en detonation där reaktionszonen breder ut sig snabbare än ljudets hastighet.
Deflagration är det eftersträvade förloppet för förbränning i till exempel en förbränningsmotor, en raketmotor eller krut till skjutvapen, som kan skadas om en detonation skulle uppstå. Detonation är det eftersträvade förloppet för sprängämnen och bomber för att bryta upp berg och förstöra byggnader.

## Källa
- ”Räddningstjänst vid olyckor med explosiva ämnen”. Myndigheten för samhällsskydd och beredskap (MSB). 2011. https://www.msb.se/RibData/Filer/pdf/26089.pdf. Läst 9 oktober 2019.